# 809 Lundia
A 809 Lundia (ideiglenes jelöléssel 1915 XP) a Naprendszer kisbolygóövében található aszteroida. Max Wolf fedezte fel 1915. augusztus 11-én.